# Łążyn (województwo warmińsko-mazurskie)
Łążyn – wieś w Polsce położona w województwie warmińsko-mazurskim, w powiecie iławskim, w gminie Lubawa.
W latach 1975–1998 miejscowość administracyjnie należała do województwa olsztyńskiego.
Zobacz też: Łążyn, Łążynek